# Aragón Musical
Aragón Musical és un col·lectiu format per membres de grups musicals i mitjans de comunicació agrupats en un projecte que tracta de reafirmar i expandir el panorama musical aragonès.
L'entitat compta amb un portal d'internet del mateix nom «Aragón Musical».
Aquest mitjà de comunicació multimèdia s'ha convertit en un punt de trobada de grups musicals de qualsevol estil, així com de diferents entitats, institucions, i, en general, suposa una foto de la realitat musical d'Aragó.

## Premis de la Música Aragonesa Aragón Musical
Com a associació organitza, des de 1999, cada any els «Premis de la Música Aragonesa Aragón Musical». Aquests premis es decideixen per votació popular, ja que existeix un període de votació durant el qual el públic pot votar al Grup amb Major Projecció, però a més, els nominats al premi són triats, en part, pel mateix públic, ja que qui ho desitgi pot afegir propostes a les categories que es presenten per part de l'organització. A més de la votació popular existeix un jurat, que emet el seu vot una vegada tancat el termini de propostes.
Els nominats i guanyadors de la majoria de categories són triats pels coneguts com a «Acadèmics dels Premis de la Música Aragonesa». Més d'un centenar de persones implicades en la cultura aragonesa. A més es concedeixen uns premis especials que són fruit de la mateixa organització dels Premis de la Música Aragonesa Aragón Musical.
L'any 2016 tenen lloc els XVII Premis de la Música Aragonesa Aragón Musical. Tiren endavant gràcies al suport en forma de patrocini d'institucions públiques i privades. La gala porta realitzant-se des de 2008 en el Teatre Principal de Saragossa. Sol ser durant el mes de març. També s'ha celebrat a l'Auditori de Saragossa, la sala Oasi, El Centre Cívic Delícies, la sala Superfly (abans En brut), La Casa del Boig i la Morrissey (en suprimera edició).